# C'étaient des hommes
Pour plus de détails, voir Fiche technique et Distribution.
C'étaient des hommes (titre original : The Men) est un film américain réalisé par Fred Zinnemann et sorti en 1950.

## Synopsis
Un jeune blessé de guerre, lieutenant d'infanterie, se retrouve dans un hôpital pour paraplégiques. Désespéré, il renonce à épouser sa fiancée. Elle, au contraire, souhaite qu'il reprenne goût à la vie. Il débute activement une rééducation mais son docteur lui confie qu'il ne récupérera pas l'usage de ses jambes...

## Fiche technique
- Titre : C'étaient des hommes
- Titre original : The Men
- Titres de préparation : The Courage of Ten/Battle Stripe
- Réalisation : Fred Zinnemann, assisté de Larry Buchanan (non crédité)
- Scénario : Carl Foreman, d'après son histoire.
- Supervision artistique : Rudolph Sternad
- Photographie : Robert de Grasse - Noir et blanc, 1,37:1
- Musique : Dimitri Tiomkin
- Décors : Edward G. Boyle
- Montage : Harry W. Gerstad
- Production : Stanley Kramer Productions pour United Artists
- Durée : 85 minutes
- Pays de production :  États-Unis
- Tournage de début novembre à début décembre 1949.
- Genre : Drame
- Dates de sortie en salles :
  - États-Unis : 20 juillet 1950
  - France : 17 octobre 1951
- France Mention CNC : tous publics, art et essai (visa d'exploitation no 11716 délivré le 7 septembre 1951)[1]

## Distribution
- Marlon Brando (VF : Yves Furet) : Kenneth Woltzeck (Wilfleck en VF), le lieutenant paralysé
- Teresa Wright : Ellen Wilosek, la fiancée de Kenneth
- Everett Sloane (VF : Claude Péran) : le Docteur Brock
- Jack Webb (VF : André Bervil) : Norm, un blessé de guerre
- Richard Erdman (VF : Robert Dalban) : Leo Doolin, le blessé de guerre au cigare
- Arthur Jurado (VF : Jacques Beauchey) : Angel (Angelo en VF), le blessé de guerre latino
- Virginia Farmer (VF : Cécile Didier) : l'infirmière Robbins
- Dorothy Tree : la mère de Ellen
- Howard St. John (VF : Richard Francœur) : le père de Ellen
- John 'Skins' Miller (sous le nom de John Miller) (VF : Camille Guérini) : M. Doolin, le père de Leo
- Margarita Martin (sous le nom de Marguerite Martin) (VF : Lita Recio) : la mère d'Angel
- Ray Teal (VF : Jean Brochard) : le client du bar
- 45 malades du Birmingham Veteran's Hospital dont Arthur Jurado précité

Acteurs non crédités
- Sam Gilman
- John Hamilton (VF : Christian Argentin) : le juge de paix
- Virginia Christine (VF : Sylvie Deniau) : une épouse de blessé
- Victoria Horne (VF : Camille Fournier) : une épouse de blessé
- Tom Gillick : Fine (Mine en VF)
- Sherry Hall (VF : Jean-Henri Chambois) : le barman
- William Lea Jr. : Walter
- Carlo Lewis (VF : Henri Charrett) : Gunderson
- Paul Peltz (VF : Michel André) : Hopkins

## Commentaire
- Pour son premier grand rôle au cinéma, Marlon Brando fit un séjour d'un mois dans un hôpital de rééducation spécialisé. Considéré comme l'acteur-type de la méthode Actors Studio, Brando transposa avec succès son style de jeu. Le réalisateur Fred Zinnemann, après Les Anges marqués (1948) et Acte de violence (1949), abordait, de nouveau, le thème des drames physiques et psychologiques causés par le second conflit mondial. Le film fut tourné avec de véritables paralysés de guerre, ceux-ci constituant, selon Georges Sadoul, un « personnage collectif » très réussi. Celui-ci cite, par ailleurs, Jean Quéval écrivant : « Le plus admirable de ce film est l'imperturbable honnêteté qui le garde du mélo. »[2]. À rapprocher de L'Orgueil des marines (1945) de Delmer Daves.
- « Le film », déclarait son scénariste Carl Foreman, « commençait par une très courte scène avec le générique montrant Brando étant touché en Allemagne et ayant sa colonne vertébrale détériorée. Il devient paraplégique et le reste de l'histoire raconte son difficile ajustement à la vie civile. Une nouvelle fois, après Home of the Brave (1949), c'était un aspect de la guerre qui me concernait. (...) Stanley Kramer et moi avions été dans le Signal Corps et je pense que l'un et l'autre nous ressentions la même culpabilité du fait que nous sommes revenus indemnes. (...) Et finalement ma propre réflexion : comment le personnage de Brando peut-il affronter la vie dans une situation impossible ? »[3]
- « La carrière du film sera pourtant décevante », note Patrick Brion[4]. Ce dernier cite, par ailleurs, le témoignage de Fred Zinnemann : « Le film sortit dans le plus grand cinéma de New York deux semaines après le début de la Guerre de Corée. Conçu comme un film sur l'après-guerre, il devenait subitement une mentalité de la pré-guerre. Il n'était guère surprenant que les gens dont les fils, maris et pères partaient au combat n'aient pas eu envie de voir un film comme le nôtre. Il a disparu après deux semaines. »[5]